# Пакуриле (Бузау)
Пакуриле (рум. Păcurile) насеље је у Румунији у округу Бузау у општини Канешти. Oпштина се налази на надморској висини од 502 m.

## Становништво
Према подацима из 2002. године у насељу је живело 83 становника, од којих су сви румунске националности.